# 2022
- Wikisource

| Calendário gregoriano                                                        | 2022 MMXXII                         |
| Ab urbe condita                                                              | 2775                                |
| Calendário arménio                                                           | 1472 – 1473                         |
| Calendário bahá'í                                                            | 178 – 179                           |
| Calendário budista                                                           | 2566                                |
| Calendário chinês                                                            | 4718 – 4719 Início a 1 de fevereiro |
| Calendário copta                                                             | 1738 – 1739                         |
| Calendário etíope                                                            | 2014 – 2015                         |
| Calendários hindus - Vikram Samvat - Calendário nacional indiano - Cáli Iuga | 2077 – 2078 1943 – 1944 5122 – 5123 |
| Calendário Holoceno                                                          | 12022                               |
| Calendário islâmico                                                          | 1444 – 1445                         |
| Calendário judaico                                                           | 5782 – 5783 Início a 26 de setembro |
| Calendário persa                                                             | 1400 – 1401 Início a 21 de março    |
| Calendário rúnico                                                            | 2272                                |
| Calendário solar tailandês                                                   | 2565                                |

2022 (MMXXII, na numeração romana) foi um ano comum do século XXI que começou num sábado, segundo o calendário gregoriano. A sua letra dominical foi B. A terça-feira de Carnaval ocorreu a 1 de março e o domingo de Páscoa a 17 de abril. Segundo o horóscopo chinês, foi o ano do Tigre, começando a 1 de fevereiro.

| Evento                                                   | Data            | Hora  |
| -------------------------------------------------------- | --------------- | ----- |
| Aquário                                                  | 20 de janeiro   | 02:39 |
| Peixes                                                   | 18 de fevereiro | 16:43 |
| primavera no hemisfério norte e outono no hemisfério sul |                 |       |
| Carneiro/equinócio                                       | 20 de março     | 15:34 |
| Touro                                                    | 20 de abril     | 02:25 |
| Gémeos                                                   | 21 de maio      | 01:23 |
| verão no hemisfério norte e inverno no hemisfério Sul    |                 |       |
| Caranguejo/solstício                                     | 21 de junho     | 09:14 |
| Leão                                                     | 22 de julho     | 20:07 |
| Virgem                                                   | 23 de agosto    | 03:17 |
| Outono no Hemisfério Norte e Primavera no Hemisfério Sul |                 |       |
| Balança/equinócio                                        | 23 de setembro  | 01:04 |
| Escorpião                                                | 23 de outubro   | 10:36 |
| Sagitário                                                | 22 de novembro  | 08:21 |
| inverno no hemisfério norte e verão no hemisfério sul    |                 |       |
| Capricórnio/solstício                                    | 21 de dezembro  | 21:49 |

| UTC: Portugal Continental, Madeira, Guiné-Bissau e São Tomé e Príncipe Subtrair (-): 1 h nos Açores e Cabo Verde 2 h nas Ilhas oceânicas brasileiras 3 h em Brasília, em Goiás, na Amazônia Oriental Brasileira e no nordeste, sudeste e sul brasileiros 4 h na Amazônia Ocidental Brasileira, Mato Grosso e Mato Grosso do Sul 5 h no Acre e sudoeste do Amazonas Adicionar (+): 1 h em Angola e Guiné Equatorial 2 h em Moçambique 8 h em Macau 9 h em Timor-Leste. |
| Adicionar uma hora durante a vigência do horário de verão: Portugal Continental : De 27 de março a 30 de outubro de 2022 |

| Ano completo                   |
| ------------------------------ |
| Ano comum com início ao sábado |

## Janeiro
- 1 de janeiro
  - Sismo de magnitude 4,4 é registrado em Olhão, Faro, Portugal.[1]
  - A Parceria Regional Económica Abrangente, a maior área de livre comércio do mundo, entra em vigor nos seguintes países: Austrália, Brunei, Camboja, China, Japão, Laos, Nova Zelândia, Singapura, Tailândia e Vietnã.[2]
- 2 de janeiro
  - Abdalla Hamdok renuncia o cargo de Primeiro-Ministro do Sudão, em um discurso em rede de comunicação aberta.[3]
  - Protestos no Cazaquistão eclodem depois de um corte dos subsídios sobre derivados de petróleo. Nos confrontos morrem mais de 200 pessoas, ficam feridas mais de mil e vários milhares são presas.[4]
  - Fortes chuvas causam inundações na Indonésia e Malásia, atingindo a ilha de Sumatra, na Indonésia, principalmente as províncias de Achém e Jambi, onde mais de 30 000 pessoas foram deslocadas; e pelo menos duas crianças morreram até o momento. Na Malásia, as chuvas também forçaram pelo menos 13 000 pessoas a buscarem abrigos, com relatos de pelo menos 50 mortes, atingindo principalmente os estados de Selangor, Johor e Malaca.[5][6]
- 6 de janeiro - Morre, aos 95 anos, o ex-campeão do Torneio de Wimbledon e fundador do Bob's, Robert Falkenburg.[7]
- 8 de janeiro
  - Desabamento de rochas no município de Capitólio, em Minas Gerais, deixando dez mortos e 32 feridos.[8]
  - Devido a fortes chuvas na região, barragem da mineralizadora Vallourec transborda em Nova Lima, na Região Metropolitana de Belo Horizonte.[9]
- 10 de janeiro - É realizado o primeiro transplante de coração com sucesso de um porco para um humano.[10][11]
- 14 de janeiro - O Príncipe André, da família real britânica, perde seus direitos militares após juiz entrar com um processo civil contra ele por abuso sexual.[12]
- 15 de janeiro - Vulcão submarino Hunga Tonga-Hunga Ha'apai entra em erupção causando tsunâmi em Tonga. Pelo menos nove países emitiram alertas de sismo submarino.[13]
- 18 de janeiro - Microsoft compra a joint-venture Activision Blizzard por USD 68,7 bilhões *.[14]
- 19 de janeiro - Nas eleições gerais nos Barbados, o Partido Trabalhista ganha todos os 30 assentos na Câmara Baixa pela segunda vez consecutiva.[15]
- 20 de janeiro
  - O governo tcheco suspende os planos de tornar obrigatória a vacinação COVID-19 para trabalhadores-chave e pessoas com mais de 60 anos, que deveria entrar em vigor em março.[16]
  - Morre, aos 91 anos, a cantora e compositora brasileira Elza Soares.[17]
- 21 de janeiro - Tempestade tropical Ana causa destruição e 88 mortes na África Austral.[18]
- 24 de janeiro - Golpe de Estado em Burquina Fasso destitui o presidente Roch Marc Christian Kaboré.[19]
- 29 de janeiro - Eleição presidencial na Itália reelege Sergio Mattarella como presidente.[20]
- 30 de janeiro - Eleições legislativas em Portugal, com uma vitória histórica do Partido Socialista obtendo uma maioria absoluta, que resultou na reeleição de António Costa para primeiro-ministro.[21]

## Fevereiro
- 3 a 12 de fevereiro - A Copa do Mundo de Clubes da FIFA de 2021 foi realizada nos Emirados Árabes Unidos. O Chelsea foi o campeão, vencendo o Palmeiras por 2-1 na final.[22]
- 4 de fevereiro - O ciclone Batsirai causou novos estragos nas mesmas áreas que a tempestade Ana atingiu, causando mais 120 mortes na África Austral.[23]
- 4 a 20 de fevereiro - Jogos Olímpicos de Inverno de 2022 foram realizados em Pequim, na China. A cidade foi a primeira a ter recebido tanto Jogos Olímpicos de Verão quanto de Inverno.[24]
- 10 de fevereiro - A Polícia Judiciária detém um jovem que planeava fazer um atentado terrorista em Lisboa, Portugal.[25]
- 13 de fevereiro - Frank-Walter Steinmeier vence as eleições presidenciais e é reeleito presidente da Alemanha.[26]
- 15 de fevereiro
  - Morre aos 81 anos o cineasta, roteirista, diretor, produtor, dramaturgo, crítico, jornalista e escritor brasileiro Arnaldo Jabor, por complicações de um acidente vascular cerebral sofrido dois meses antes.[27]
  - Enchentes e deslizamentos causam a morte de 232 pessoas no município brasileiro de Petrópolis, Rio de Janeiro.[28]
- 20 de fevereiro - O Atlético Mineiro vence o Flamengo por 8 a 7 nas penalidades e é campeão da Supercopa do Brasil de 2022, na Arena Pantanal, em Cuiabá, Mato Grosso.[29]
- 21 de fevereiro
  - Crise russo-ucraniana: Governo russo reconhece a independência das regiões separatistas ucranianas, Lugansk e Donetsk.[30]
  - Chega ao fim a série animada de televisão da PBS Arthur, após mais de 25 anos no ar.[31]
- 24 de fevereiro - A Rússia inicia uma invasão militar na Ucrânia.[32][33]
- 28 de fevereiro - FIFA e UEFA suspenderam os clubes russos e a seleção russa de todos os campeonatos.[34]

## Março
- 2 de março:
  - A Estônia votou uma resolução das Nações Unidas condenando a Rússia por sua invasão à Ucrânia.[35]
  - O Palmeiras é campeão da Recopa Sul-Americana de 2022, após derrotar o Athletico Paranaense por 4 a 2 no agregado, no Estádio Allianz Parque, em São Paulo.
- 4 de março:
  - Atentado terrorista à mesquita xiita de Pexauar, Khyber Pakhtunkhwa, Paquistão, mata pelo menos 63 pessoas e deixa 196 feridas. Foi causado pelo Estado Islâmico de Coraçone.[36][37]
- 4 a 13 de março - Jogos Paralímpicos de Inverno de 2022 foram realizados em Pequim, na China. A cidade foi a primeira a ter recebido tanto Jogos Paralímpicos de Verão quanto de Inverno.
- 5 de março - Uma briga entre os torcedores dos times de futebol mexicanos Querétaro Fútbol Club e Atlas Fútbol Club termina com pelo menos 15 pessoas mortas e 22 feridas, no estádio La Corregidora, em Santiago de Querétaro, no México.[38][39]
- 8 de março - Início da Copa Sul-Americana de 2022, com primeiro jogo entre Royal Pari e Oriente Petrolero.[40]
- 9 de março - O oposicionista Yoon Suk-yeol vence as eleições presidenciais na Coreia do Sul.[41]
- 11 de março - Gabriel Boric assume a presidência do Chile; é o mais jovem presidente na história do país.[42]
- 4 a 13 de março - Jogos Paralímpicos de Inverno de 2022 foram realizados em Pequim, na China. A cidade foi a primeira a ter recebido tanto Jogos Paralímpicos de Verão quanto de Inverno.[43]
- 17 de março - Ciclone tropical intenso Gombe causa estragos nas mesmas áreas da África Austral que os ciclones Ana, Batsirai e Emnati atingiram. Morreram pelo menos 69 pessoas durante o evento meteorológico.[44]
- 21 de março - Um avião Boeing 737-800 com 132 pessoas a bordo cai na China. Ninguém sobreviveu.[45]
- 25 de março - Morre aos 50 anos Taylor Hawkins, baterista da banda Foo Fighters.[46]
- 27 de março - Na 94.ª edição do Oscar, Troy Kotsur é o primeiro homem surdo a ganhar a estatueta de melhor ator coadjuvante por sua atuação no filme CODA, que também ganhou na categoria melhor filme. Will Smith ganhou como "melhor ator" por King Richard, sendo seu primeiro Oscar.[47][48][49]
- 30 de março - Descoberta pelo telescópio Hubble, WHL0137-LS (batizada de Earendel), é a estrela mais distante já conhecida, com 12,9 bilhões * de anos-luz da Terra.[50][51]

## Abril
- 1 de abril - Sorteio dos grupos para o Mundial 2022, no Catar. Ainda restam três seleções indefinidas.[52]
- 10 de abril - Primeiro turno das Eleições presidenciais da França em 2022. O segundo turno é disputado pelos dois candidatos mais votados no primeiro turno. No caso, Emmanuel Macron (27,8%) e Marine Le Pen (23,1%).[53]
- 13 de abril
  - Tempestade tropical Megi deixa pelo menos 123 mortos nas Filipinas.[54]
  - Fortes chuvas causadas pela depressão subtropical Issa, matam pelo menos 306 pessoas na África do Sul.[55]
- 16 de abril - Ataques aéreos paquistaneses no Afeganistão ferem e matam dezenas de pessoas.[56]
- 17 de abril - É registrado o início do alinhamento dos planetas Júpiter, Marte, Mercúrio, Saturno, Urano e Vênus, além da Lua, satélite natural da Terra. Ele se encerra em 25 de abril.[57]
- 22 de abril - Portugal deixa a obrigatoriedade do uso de máscaras.[58]
- 24 de abril - Segundo turno das eleições presidenciais da França em 2022. Emmanuel Macron vence Marine Le Pen (58,2% dos votos contra 41,8%), sendo reeleito.[59]
- 25 de abril - Elon Musk compra o Twitter por R$ 44 bilhões.[60]
- 27 de abril - Orkut Büyükkökten reativa a rede social Orkut.[61]

## Maio
- 6 de maio - Explosão no hotel de luxo Saratoga, em Havana, capital de Cuba, causa 40 mortos e 54 feridos.[62]
- 9 de maio - 17ª eleição presidencial das Filipinas.[63]
- 12 de maio - Governos da Finlândia e Suécia pedem para entrar na Organização do Tratado do Atlântico Norte e são ameaçados pela Rússia com retaliação.[64]
- 13 de maio - É iniciada a primeira corrida de patinetes da ESkootr Championship em Londres, Inglaterra, Reino Unido.[65]
- 10 a 14 de maio - É realizado o 66º Festival Eurovisão da Canção em Turim, na Itália, tendo como país vencedor a Ucrânia.[66]
- 14 de maio - Ataque a tiros em um supermercado na cidade de Buffalo, estado de Nova Iorque, Estados Unidos, deixa dez mortos e três feridos, sendo a maioria deles afrodescendentes.[67]
- 15 de maio
  - Ocorre um tiroteio na Igreja Presbiteriana de Genebra, em Laguna Woods, Califórnia, Estados Unidos.[68]
  - O time português, Porto, é campeão da Primeira Liga de 2021-22 com 91 pontos, o vice-campeão foi o Sporting que totalizou 85 pontos.[69]
- 17 de maio
  - Hassan Sheikh Mohamud é eleito presidente da Somália.[70]
  - Ciclone subtropical Yakecan causa duas mortes e danos generalizados em diversas cidades do Sul do Brasil e no Uruguai.[71]
- 18 de maio - O clube alemão Eintracht Frankfurt vence o clube escocês Rangers F.C. por 5 a 4 (1 a 1 no tempo normal) e torna-se campeão da Liga Europa da UEFA em Sevilha, na Espanha.[72]
- 22 de maio - O Futebol Clube do Porto sagra-se campeão da Taça de Portugal de 2021-22 após vencer o CD Tondela por 3 a 1 no Estádio Nacional do Jamor, Oeiras.[73]
- 24 de maio - Tiroteio na escola primária Robb, em Uvalde, estado do Texas, Estados Unidos, causa 21 mortos, entre eles 19 crianças.[74]
- 25 de maio - A Roma vence a Liga Conferência Europa da UEFA de 2021–22 contra o Feyenoord por 1 a 0 no Air Albânia Stadium, em Arena kombëtere, Albânia.[75]
- 28 de maio - O Real Madrid vence a Liga dos Campeões da UEFA de 2021–22 contra o Liverpool por 1 a 0 no Stade de France, em Saint-Denis, França.[76]
- 29 de maio - Ocorre o primeiro turno das eleições presidenciais na Colômbia.[77]
- 30 de maio
  - Acidente aéreo no Nepal mata pelo menos 22 pessoas.[78]
  - Morre o ator brasileiro Milton Gonçalves, aos 88 anos de idade.[79]
  - Furacão Agatha causa estragos no oeste do México, matando pelo menos 11 pessoas e deixando outras 33 desaparecidas.[80]

## Junho
- 1 de junho - Tiroteio em um centro médico de Tulsa, estado de Oklahoma, Estados Unidos, resultando em quatro mortos.[81]
- 2 de junho
  - Jubileu de Platina da Rainha Elizabeth II, que marca o 70.º aniversário da sua ascensão ao trono do Reino Unido, Canadá, Austrália e Nova Zelândia.[82]
  - Acontece um tiroteio em um cemitério de Racine, estado de Wisconsin, Estados Unidos.[83]
- 5 de junho
  - Pela segunda vez em sua história, a seleção do País de Gales se classifica e ganha vaga para a Copa do Mundo FIFA de 2022, que ocorrerá no Catar, ao vencer a Ucrânia por 1-0 na final da repescagem europeia.[84]
  - Tiroteio em Chattanooga, estado de Tennessee, Estados Unidos, causa três mortes e 14 feridos.[85]
- 8 de junho - Bajram Begaj é eleito presidente da Albânia.[86]
- 15 de junho - Depois de 26 anos no ar, a Microsoft descontinua o Internet Explorer.[87]
- 16 de junho
  - Após 48 anos de disputa territorial, Canadá e Dinamarca concordam em dividir Ilha Hans entre ambos.[88]
  - Cerca de 41 pessoas morrem devido às fortes enchentes causadas pelas chuvas de monção, que atingem parte de uma região de Bangladesh e da Índia.[89]
- 19 de junho - O segundo turno das eleições presidenciais na Colômbia, resulta na vitória do esquerdista Gustavo Petro (50,49% dos votos), que vence Rodolfo Hernández (47,25% dos votos).[90]
- 21 de junho - Início da Liga dos Campeões da UEFA de 2022–23 (Fase Preliminar).[91]
- 22 de junho - Sismo de magnitude 5,9 na escala de magnitude de momento causa pelo menos 1 000 mortes e 1 500 feridos no Afeganistão.[92]
- 27 de junho
  - 53 imigrantes são encontrados mortos após ficarem trancados em um caminhão, em San Antonio, Texas, Estados Unidos.[93]
  - Vazamento de gás cloro deixa 14 mortos e mais de 265 feridos no Porto de Aqaba, Jordânia.[94]
- Início de onda de calor na Europa, que deixa milhares de mortos.[95][96][97]

## Julho
- 3 de julho
  - O Uzbequistão declara estado de emergência após protestos na região autônoma do Caracalpaquistão.[98]
  - Massacre em shopping center de Copenhague, capital da Dinamarca, provoca três mortes e 27 feridos.[99]
- 4 de julho - Tiroteio durante o desfile de independência dos Estados Unidos em Highland Park, estado de Illinois, provoca sete mortos e 46 feridos.[100][101]
- 5 de julho - Hugo Duminil-Copin, June Huh, James Maynard e Maryna Viazovska recebem a Medalha Fields em Helsinque, capital da Finlândia, por suas realizações em matemática.[102]
- 6 de julho
  - É inaugurada a rede 5G no Brasil, começando por Brasília, Distrito Federal.[103]
  - Morre no Japão o mangaká Kazuki Takahashi, criador da série Yu-Gi-Oh!.[104]
- 7 de julho - O primeiro-ministro britânico Boris Johnson renúncia ao cargo após onda de escândalos no seu governo.[105]
- 8 de julho
  - O ex-primeiro-ministro japonês Shinzo Abe morre em um atentado durante uma campanha eleitoral em Nara.[106]
  - O ex-presidente angolano José Eduardo dos Santos morre aos 79 anos em Barcelona, Espanha.[107]
- 10 de julho - Massacre em bar de Joanesburgo, na África do Sul, vítima 15 pessoas.[108]
- 11 de julho - A NASA divulga a primeira imagem tirada pelo Telescópio Espacial James Webb.[109]
- 23 de julho - A Organização Mundial da Saúde (OMS) declara o surto de varíola dos macacos como Emergência de Saúde Pública de Âmbito Internacional (PHEIC).[110]
- 15 a 24 de julho - Campeonato Mundial de Atletismo de 2022, realizado em Eugene, Oregon, EUA.[111]
- 31 de julho
  - No futebol feminino, o Campeonato Europeu de Futebol Feminino termina com a Inglaterra derrotando a Alemanha na final.[112]
  - Ataque de drone dos Estados Unidos mata Ayman al-Zawahiri, líder da Al-Qaeda, em Cabul, Afeganistão.[113]

## Agosto
- 1 de agosto - O IBGE começa oficialmente o Censo 2022, atrasado em dois anos por causa da pandemia de COVID-19.[114]
- 5 de agosto
  - O humorista, jornalista, ator e apresentador brasileiro Jô Soares morre aos 84 anos.[115]
  - Israel inicia ataques aéreos na Faixa de Gaza, deixando dezenas de mortos.[116][117]
- 10 de agosto
  - O Real Madrid vence o Eintracht Frankfurt por 2 a 0 e conquista a Supercopa da UEFA de 2022 no Estádio Olímpico de Helsinque, Finlândia.[118]
  - Começa a 10ª edição da Copa do Mundo de Futebol Feminino Sub-20, na Costa Rica, que irá até o dia 28 de agosto.[119][120]
- 11 de agosto - Na Faculdade de Direito da USP, é lida a "Carta às Brasileiras e aos Brasileiros em defesa do Estado Democrático de Direito", manifesto assinado por milhares de membros da sociedade brasileira.[121]
- 12 de agosto
  - Tiroteio nas ruas de Cetinje, Montenegro, realizado por um homem após briga familiar, mata 12 pessoas, incluindo o atirador, e deixa seis feridos.[122][123]
  - Morre nos Estados Unidos a atriz e diretora Anne Heche uma semana após sofrer grave acidente de carro.[124]
  - O vice-presidente do Paraguai, Hugo Velázquez, renúncia ao cargo após os Estados Unidos o adicionar na sua lista de pessoas corruptas, acusando-o de oferecer propina de um milhão de dólares a uma autoridade pública paraguaia.[125]
- 14 de agosto - Incêndio causado por uma pane elétrica em uma igreja copta, em Gizé, Egito, mata 41 pessoas, em grande parte crianças; e deixa 14 feridos.[126][127]
- 15 de agosto - William Ruto é eleito presidente do Quênia, sob protestos e acusações de fraude eleitoral.[128]
- 18 de agosto - Tempestades causam dezenas de mortes e danos materiais no sul da Europa.[129]
- 20 de agosto - Morre, aos 63 anos, a atriz e humorista brasileira Cláudia Jimenez no Rio de Janeiro, estado do Rio de Janeiro, Brasil, de câncer.[130]
- 23 de agosto - O chamado "Índio do Buraco" foi encontrado morto pela Fundação Nacional do Índio (Funai), último sobrevivente de etnia indígena desconhecida massacrada por fazendeiros em Rondônia, Brasil.[131]
- 28 de agosto - Inundações e deslizamentos, causados pelas chuvas de monções, causam pelos menos 119 mortes no Paquistão.[132]
- 30 de agosto - Morre, aos 91 anos, na Rússia, o ex-presidente Mikhail Gorbatchov, que venceu o Nobel da Paz e foi Secretário-geral do Partido Comunista da União Soviética.[133]

## Setembro
- 1 de setembro - A vice-presidente da Argentina, Cristina Kirchner, sofre uma tentativa de assassinato a céu aberto em Buenos Aires. O atirador, nascido no Brasil e naturalizado argentino, foi preso.[134]
- 4 de setembro
  - Ocorre um tiroteio na cidade de Charleston, no estado Carolina do Sul, nos EUA, deixando cinco feridos.[135]
  - Em Saskatoon, no Canadá, atentados com facas causam pelo menos dez mortos e 15 feridos.[136]
- 5 de setembro
  - Liz Truss é escolhida como a primeira-ministra do Reino Unido após a renúncia de Boris Johnson.[137]
  - Sismo de magnitude 6,8 em Sichuan, na China, causa pelo menos 74 mortos e 259 feridos.[138][139][140]
- 6 de setembro
  - Início da Fase de Grupos da Liga dos Campeões da UEFA de 2022–23.[141]
  - Incêndio em karaokê na província de Binh Duong, Vietnã, deixa 23 mortos e 11 feridos.[142]
- 7 de setembro
  - O Brasil comemorou o bicentenário da sua Independência de Portugal.[143]
  - Mais um tiroteio com mortes ocorre nos Estados Unidos, em Memphis, no estado do Tennessee, causando quatro mortos e três feridos.[144]
- 8 de setembro

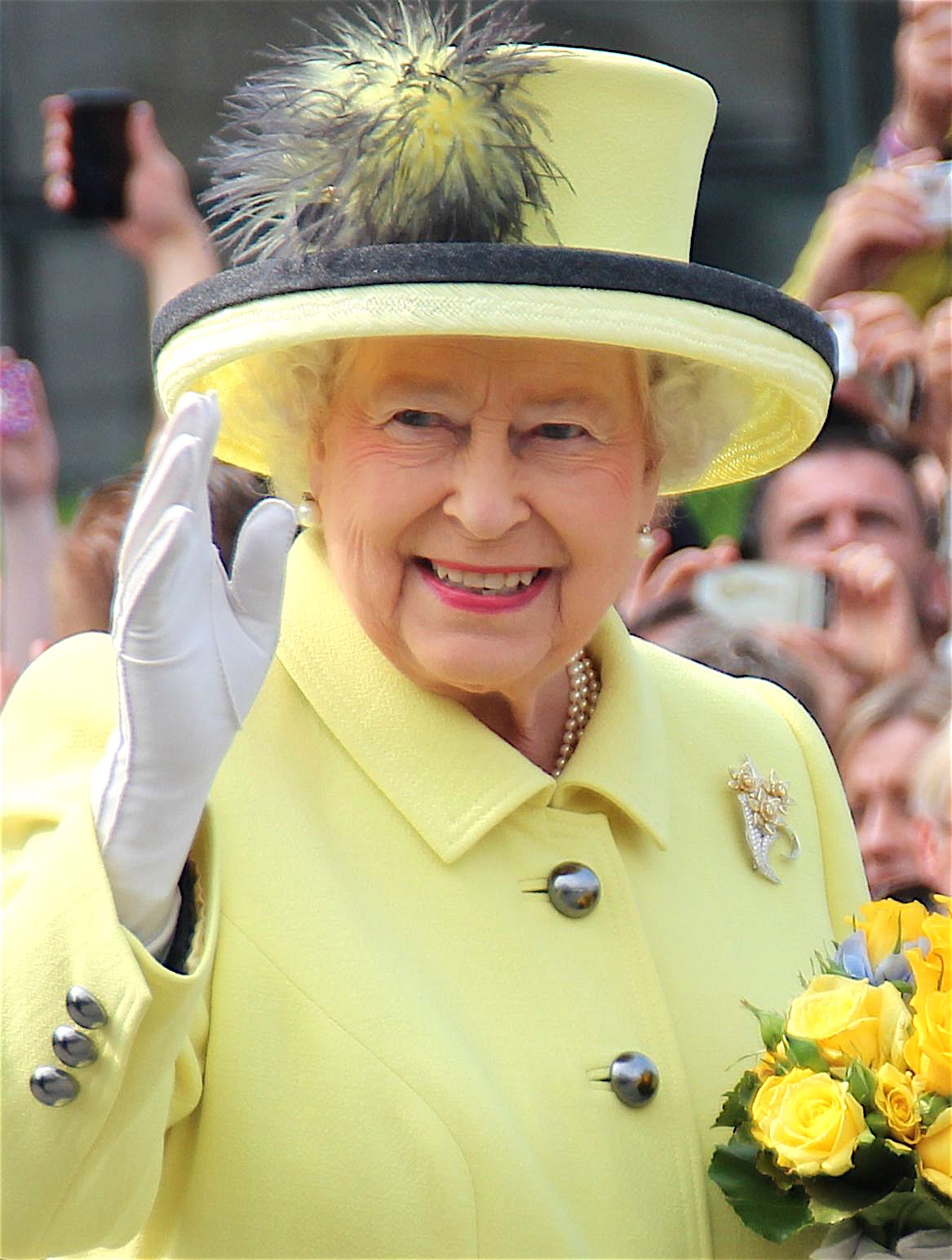
Isabel II do Reino Unido

  - Isabel II do Reino UnidoMorre, aos 96 anos, a rainha Isabel II do Reino Unido.[145]
  - Naufrágio de uma lancha que transportava 82 pessoas em Belém causa pelos menos 22 mortos.[146][147][148]
- 10 de setembro
  - Carlos III é proclamado o Rei do Reino Unido no Palácio de St. James, em Londres; pela primeira vez a cerimônia foi transmitida na televisão.[149][150]
  - O piloto brasileiro Felipe Drugovich conquista o título da Fórmula 2 e se tornou o primeiro piloto brasileiro a ser campeão na categoria de acesso à Fórmula 1.[151]
  - Sismo de magnitude 7,7 atinge o sul da Indonésia e a Papua-Nova Guiné. Morreram pelo menos quatro pessoas e foram emitidos alertas de tsunâmi.[152]
- 26 de agosto a 11 de setembro - Ocorre o Campeonato Mundial de Voleibol Masculino de 2022. A Itália vence a Polônia por 3 sets a 1, se tornando tetracampeã.[153][154]
- 12 de setembro - Iniciam-se confrontos durante a crise fronteiriça entre Armênia e Azerbaijão, em que mais de 210 soldados de ambos os lados morrem em combates.[155][156]
- 14 de setembro - Primeira-ministra da Suécia, Magdalena Andersson, renúncia ao cargo após as apurações eleitorais legislativas mostrarem vitória da direita e extrema-direita pela primeira vez.[157][158]
- 15 de setembro - São descobertos 445 corpos em Izium, leste da Ucrânia, revelando crimes de guerra da Rússia.[159][160]
- 16 de setembro - Manifestações eclodem no Irã após a morte de Mahsa Amini, jovem presa em Teerã por não usar o hijabe adequadamente. Protestos deixam 17 mortos.[161]
- 18 de setembro - Sismo de magnitude 6,9 atinge a Ilha Formosa (Taiwan). Pelo menos quatro pessoas foram soterradas e foram emitidos alertas de tsunâmi.[162]
- 19 de setembro
  - Sismo de magnitude 7,6 atinge o México, causando a morte de uma pessoa e na possibilidade de tsunâmi.[163]
  - Ocorre o Funeral de Estado da rainha Isabel II, que é acompanhado por 4,1 bilhões de pessoas em todo o mundo, tornando esse o evento televisivo mais assistido de todos os tempos. Após a cerimônia, ela é sepultada na Capela de São Jorge, Castelo de Windsor, Inglaterra, Reino Unido.[164]
- 22 de setembro - O Grupo City compra o Esporte Clube Bahia Por 650 milhões de reais.[165]
- 14 a 25 de setembro - Forma-se o Furacão Fiona, que causa prejuízos e mata 21 pessoas na América Central e Canadá.[166][167][168]
- 26 de setembro
  - Tiroteio em Izhevsk, na Rússia, causa pelo menos 17 mortos e 24 feridos. O autor suicidou-se.[169][170]
  - Ocorre um ataque a uma escola em Barreiras, no estado da Bahia, Brasil, ocasionando na morte de uma pessoa com deficiência.[171]
  - Sonda espacial da NASA colide intencionalmente contra o asteroide Dimorphos, a fim de mudar sua trajetória.[172]
- 30 de setembro
  - O presidente da Rússia Vladimir Putin anexa ao território russo quatro regiões separatistas da Ucrânia.[173]
  - Atentado terrorista causa pelo menos 35 mortos e 82 feridos em Cabul, Afeganistão. Foi um ataque suicida em um centro educacional.[174]
  - Ocorre um Golpe de Estado em Burquina Fasso, removendo o presidente interino Paul-Henri Sandaogo Damiba, que também chegou ao poder através de um Golpe de Estado, em janeiro de 2022.[175][176]

## Outubro
- 1 de outubro
  - Tumulto entre torcedores do Arema FC e forças de segurança após uma partida de futebol deixam mais de 130 mortos em Surabaia, Indonésia.[177][178][179]
  - O clube equatoriano Independiente del Valle é campeão da Copa Sul-Americana de 2022, após derrotar o São Paulo por 2 a 0, no Estádio Mario Alberto Kempes, em Córdova, na Argentina.[180]
  - Os Estados Unidos vencem a China e conquistam o 11.° título da Copa do Mundo de Basquetebol Feminino de 2022.[181][182]
- 2 de outubro

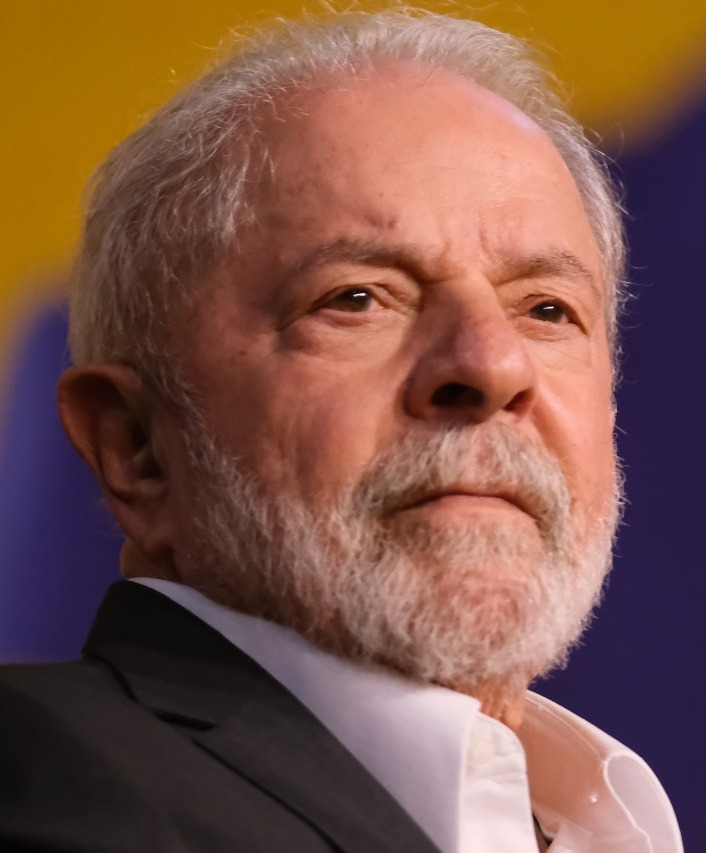
Presidente eleito do Brasil, Luiz Inácio Lula da Silva.

  - Eleições gerais no Brasil: Primeiro turno para Presidente da República e governadores, além da votação para senadores, deputados federais, estaduais e distritais. Os governadores de 12 estados (Alagoas, Amazonas, Bahia, Espírito Santo, Mato Grosso do Sul, Paraíba, Pernambuco, Rio Grande do Sul, Rondônia, Santa Catarina, São Paulo e Sergipe) serão decididos no segundo turno; e também a eleição presidencial, entre Luiz Inácio Lula da Silva (48,43% dos votos) e Jair Messias Bolsonaro (43,20%).[183][184][185]
  - Furacão Ian causa prejuízos e deixa mais de 103 mortos nos Estados Unidos e Cuba.[186][187]
  - O clube paranaense Cascavel Futsal Clube é campeão da Copa Libertadores de Futsal deste ano, após derrotar o Peñarol por 3 a 1, no Polideportivo Malvinas Argentinas,[188] em Buenos Aires, na Argentina.[189]
  - Morre Éder Jofre, um dos maiores pugilistas da era contemporânea.[190]
- 6 de outubro - Atirador abre fogo em uma creche de Uthai Swan, província de Nong Bua Lam Phu, Tailândia, matando pelo menos 36 pessoas, incluindo 22 crianças, sua esposa e seu próprio filho; o atirador se suicidou após o massacre.[191][192][193]
- 9 de outubro
  - Max Verstappen conquista o bicampeonato da Fórmula 1, após vencer o Grande Prêmio de Suzuka, Japão.[194]
  - Alexander van der Bellen é reeleito presidente da Áustria.[195]
- 3 a 7 e 10 de outubro - Anunciados laureados de 2022 com Nobel de Fisiologia ou Medicina,[196] Física,[197] Química,[198] Literatura,[199] Paz[200] e Economia,[201] respectivamente, um por cada dia.
- 7 a 10 de outubro - O furacão Julia causa estragos na Venezuela e América Central, provocando pelo menos 65 mortes e 56 desaparecidos.[202][203]
- 11 de outubro - Morre, aos 96 anos, a atriz Angela Lansbury, conhecida pela série Murder, She Wrote.[204]
- 12 de outubro - Morre o ator Mário César Camargo, aos 75 anos.[205]
- 14 de outubro
  - Morre, aos 72 anos, o ator escocês Robbie Coltrane, conhecido por interpretar o personagem Hagrid na franquia Harry Potter.[206]
  - Explosão de mina de carvão em Amasra, província de Bartin, Turquia, resulta na morte de 41 pessoas, além de deixar pelo menos 28 feridas.[207]
- 15 de outubro - O Brasil perde a final do Campeonato Mundial de Voleibol Feminino de 2022 contra a Sérvia, por 3–0.[208][209]
- 17 de outubro
  - Enchentes na Nigéria matam mais de 600 pessoas e deixam mais de 1,3 milhão de desabrigados, além de mais de 200 000 casas destruídas, total ou parcialmente.[210][211]
  - O futebolista Karim Benzema é vencedor da Bola de Ouro 2022.[212]
  - Ulf Kristersson é eleito primeiro-ministro da Suécia após o partido de Magdalena Andersson perder a maioria no parlamento.[213]
- 18 de outubro - A BBC comemora o seu 100.º aniversário.[214]
- 19 de outubro - O Flamengo vence o Corinthians e é campeão da Copa do Brasil 2022 por 6 a 5 nas penalidades, no estádio do Maracanã, no Rio de Janeiro.[215]
- 20 de outubro - Após 45 dias no cargo, Liz Truss demite-se primeira-ministra do Reino Unido, se tornando a detentora do cargo por menos tempo na história britânica.[216]
- 22 de outubro - Giorgia Meloni é empossada como primeira-ministra da Itália, sendo a primeira mulher a assumir o cargo.[217]
- 23 de outubro - Xi Jinping é eleito Secretário-Geral do Partido Comunista da China para seu 3.° mandato consecutivo no país.[218]
- 24 de outubro
  - Benigna Cardoso da Silva é beatificada, tornando-se a quarta mártir brasileira e primeira mártir cearense.[219]
  - O ciclone Sitrang causou estragos em Bangladesh e Índia. Cerca de 24 pessoas morreram e oito ficaram desaparecidas.[220]
- 25 de outubro
  - Rishi Sunak assume cargo de primeiro-ministro do Reino Unido dias após a renúncia de Liz Truss.[221]
- 26 de outubro - Tiroteio em massa mata pelo menos 15 peregrinos xiitas no mausoléu Shah Cheragh em Xiraz, Irã.[222][223]
- 28 de outubro - Vijaya Gadde, responsável por banir Donald Trump do Twitter, é demitida por Elon Musk.[224]
- 29 de outubro
  - Uma comemoração com mais de 100 000 pessoas da data festiva de Halloween acaba em, pelo menos 153 mortes em Itaewon, bairro de Seul, capital da Coreia do Sul. As causas ainda não foram informadas.[225]
  - O Flamengo é campeão da Copa Libertadores de 2022 após vencer o Athletico Paranaense por 1 a 0, o jogo foi realizado no Estádio Monumental em Guaiaquil, no Equador.[226]
  - Atentado terrorista em Mogadíscio, Somália, mata pelo menos 100 pessoas e deixa mais de 300 feridas.[227]
  - Superlotação do Estádio dos Mártires, em Kinshasa, capital congolesa, para o show do cantor local Fally Ipupa mata pelo menos 11 pessoas.[228]
- 30 de outubro
  - Presidente eleito do Brasil, Luiz Inácio Lula da Silva.Eleições gerais no Brasil: Segundo turno para Presidente da República e governadores de 12 estados. Luiz Inácio Lula da Silva (50,90%) vence Jair Messias Bolsonaro (49,10%), sendo eleito presidente do Brasil, para seu 3° mandato, sendo considerada a eleição mais acirrada da história desde a redemocratização.[229][230]
  - Colapso de ponte em Morbi, Gujarat, Índia, causa pelo menos 141 mortes.[231][232]
  - Operações policiais consideradas ilegais foram realizadas pela Polícia Rodoviária Federal em todo o país, principalmente na região Nordeste, onde ocorreram 49,5% de todas as ações do dia.[233] A operação causou revoltas ao causar impedimentos à circulação dos transportes públicos, e ao direito de votar dos eleitores que dependem desses meios, e também por contrariar a decisão anterior do TSE que proibia esse tipo de ação no dia das eleições.[234] A operação se tornou ainda mais controversa quando foi revelado que o diretor-geral da PRF Silvinei Vasques, havia feito publicações nas redes sociais em favor do candidato presidencial Jair Bolsonaro.[235]
- 31 de outubro - Bloqueios de estradas em protesto à vitória de Luiz Inácio Lula da Silva se multiplicam pelo país.[236]

## Novembro
- 1 de novembro - A tempestade tropical Nalgae causa inundações, deslizamentos e pelo menos 150 mortos nas Filipinas.[237]
- 2 de novembro - Sociedade Esportiva Palmeiras conquista o 11.° título do Campeonato Brasileiro de Futebol após ser campeão da edição de 2022.[238]
- 3 de novembro
  - Tentativa de assassinato de Imran Khan, ex-primeiro-ministro do Paquistão, resulta na morte de uma pessoa e deixa outras nove feridas.[239][240]
  - Rebeca Andrade se torna a primeira brasileira campeã mundial do individual geral de ginástica artística.[241]
  - O zagueiro espanhol, Gerard Piqué, anuncia sua aposentadoria no futebol em suas redes sociais.[242]
- 5 de novembro
  - Um incêndio numa boate mata 13 pessoas em Kostroma, na Rússia.[243]
  - Morre aos 34 anos o cantor e compositor Aaron Carter.[244]
- 6 de novembro
  - Voo Precision Air 494 cai no Lago Vitória, Tanzânia, deixando 19 mortos e 24 feridos.[245]
  - O motociclista italiano Francesco Bagnaia vence o campeonato mundial do MotoGP.[246]
  - Morre por infarto fulminante, em Belo Horizonte, Guilherme de Pádua, assassino confesso da atriz Daniella Perez que morreu após ser esfaqueada pelo ex-ator e colega de cena na Barra da Tijuca, no Rio de Janeiro, em 28 de dezembro de 1992.[247]
- 8 de novembro - Morre, aos 98 anos, Leslie Phillips, conhecido por dar voz ao personagem Chapéu Seletor, na franquia Harry Potter.[248]
- 9 de novembro
  - A França encerra operação militar contra insurgentes islâmicos em Sahel.[249]
  - Morre, aos 77 anos, a cantora e compositora Gal Costa.[250]
  - Morre, aos 86 anos, o apresentador, ator, cantor, escritor e compositor Rolando Boldrin.[251]
- 10 de novembro
  - Chacina em um bar de Apaseo el Alto, no estado de Guanajuato, no México, causa nove mortos.[252]
  - Kevin Conroy dublador celebre e mais conhecido ao dado a sua voz ao super-herói Batman morre aos 66 anos.[253][254]
- 13 de novembro
  - Nataša Pirc Musar eleita presidente da Eslovênia, a primeira mulher a ocupar este cargo.[255]
  - Atentado na Avenida İstiklal, em Istambul, na Turquia, provoca seis mortes e 81 feridos.[256]
  - George Russell vence o Grande Prêmio do Brasil de Fórmula 1, conquistando a sua primeira vitória na carreira.[257]
  - O cantor, compositor e multi-instrumentista Milton Nascimento realiza a sua última apresentação musical da carreira, no Mineirão, em Belo Horizonte, no estado de Minas Gerais, Brasil.[258]
- 14 de novembro - Tiroteio na Universidade de Virgínia, em Charlottesville, Virgínia, Estados Unidos, mata três pessoas.[259]
- 15 de novembro
  - A população mundial chega a 8 bilhões de pessoas, segundo a ONU.[260][261]
  - Míssil atinge o leste da Polônia e mata duas pessoas.[262]
- 16 de novembro - Lançado o Artemis 1, um foguete que faz parte do programa de voo espacial da NASA à Lua.[263][264]
- 18 de novembro - Sistema Internacional de Unidades reconhece oficialmente os prefixos métricos quetta-, ronna-, ronto- e quecto-.[265][266]
- 19 de novembro
  - Morre aos 49 anos, por suicídio, o ator e lutador de MMA Jason David Frank, da série Power Rangers, conhecido pelo seu personagem Tommy Oliver.[267]
  - Isabel dos Santos, filha do ex-presidente angolano José Eduardo dos Santos, entra para a lista de procurados da Interpol.[268]
  - Avião da LATAM Airlines Peru se choca com um caminhão do corpo de bombeiros no Aeroporto Jorge Chávez, em Lima. As duas pessoas que estavam no caminhão morreram; e uma das turbinas do Airbus A320neo explodiu. Os pilotos do avião foram presos.[269][270]
- 20 de novembro
  - Início da Copa do Mundo FIFA de 2022, realizada no Catar, com o seu primeiro jogo sendo disputado entre Catar e Equador.[271]
  - Kassym-Jomart Tokayev reeleito presidente do Cazaquistão.[272]
  - Tiroteio em um bar gay mata cinco pessoas e deixa 25 feridos em Colorado Springs, Colorado, EUA.[273]
- 21 de novembro
  - Sismo de magnitude 5,6, na ilha indonésia de Java, mata pelo menos 318 pessoas e deixa mais de 7 729 feridas.[274]
  - Incêndio em uma fábrica de Anyang, China, resulta na morte de 38 pessoas e deixa duas feridas.[275][276]
  - Morre, aos 79 anos, o cantor e guitarrista Pablo Milanés.[277]
- 22 de novembro - Morre, aos 81 anos, o cantor e compositor Erasmo Carlos.[278]
- 24 de novembro
  - Anwar Ibrahim eleito primeiro-ministro da Malásia.[279]
  - Incêndio em Ürümqi, Xinjiang. Dez pessoas morreram e nove ficaram feridas. Com isso, houve um aumento de protestos na China, em resposta à política da zero-COVID do governo.[280][281]
- 25 de novembro
  - Ataques a duas escolas deixam três mortos e pelo menos 13 feridos em Aracruz, no estado do Espírito Santo, no Brasil.[282]
  - Morre, aos 83 anos, por câncer renal, o ator e político Héctor Bonilla.[283]
- 26 de novembro - Morre, aos 63 anos, a cantora Irene Cara.[284]

## Dezembro

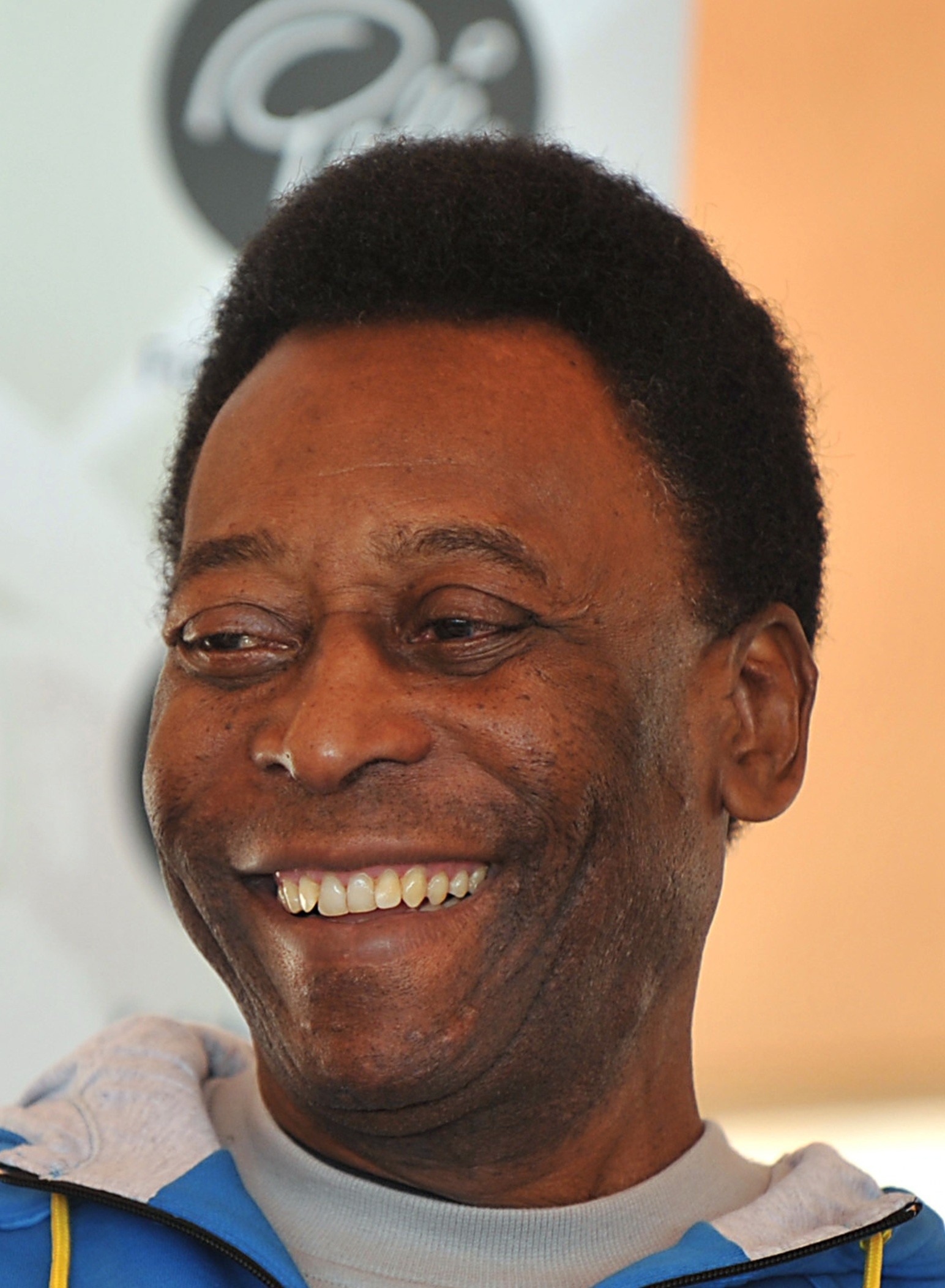
Pelé.

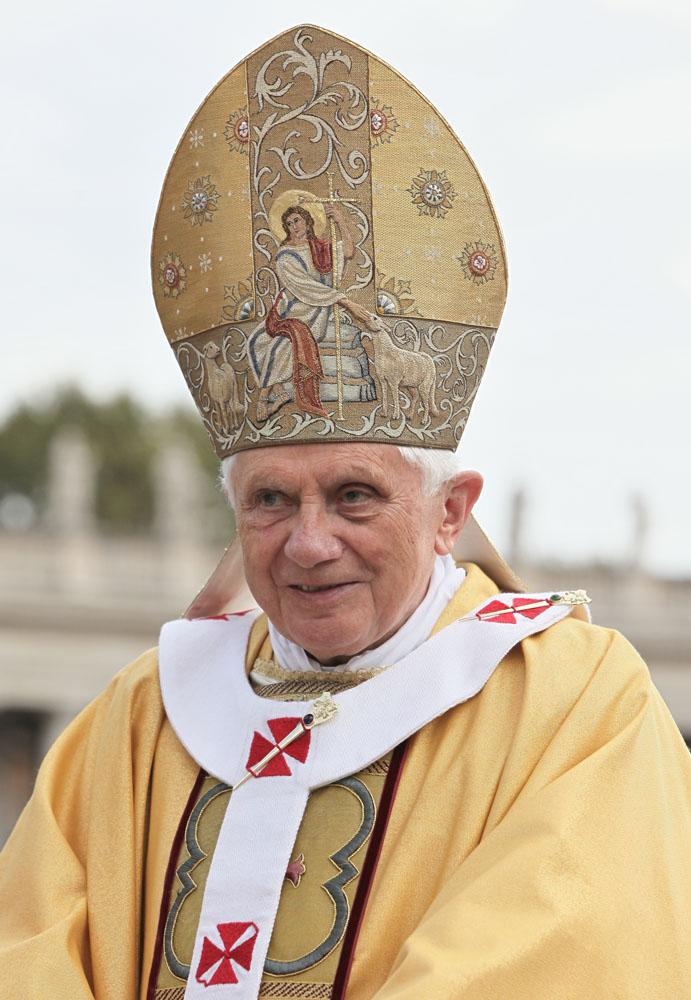
Joseph Aloisius Ratzinger, o Papa Bento XVI.

- 4 de dezembro - Após erupção do vulcão Semeru, mais de 2 000 pessoas foram retiradas de suas casas, na ilha de Java, Indonésia.[285]
- 5 de dezembro - Morre, aos 71 anos, a atriz Kirstie Alley.[286]
- 6 de dezembro
  - Último Boeing 747 a ser construído sai da linha de montagem em Everett, Estados Unidos.[287][288][289]
  - Morre, aos 94 anos, o maestro, editor e compositor Edino Krieger.[290]
- 7 de dezembro
  - Governo da Alemanha dissolve grupo terrorista de extrema-direita que pretendia aplicar um golpe de Estado no país.[291]
  - Após tentativa fracassada de autogolpe,[292][293] presidente peruano Pedro Castillo é preso e substituído pela vice Dina Boluarte, primeira mulher a presidir o país.[294][295]
- 8 de dezembro - No The Game Awards, Elden Ring vence o Jogo do Ano e God of War Ragnarök vence em seis categorias.[296]
- 9 de dezembro - A surfista portuguesa Marta Paço sagra-se pela segunda vez consecutiva campeã mundial de surfe adaptado.[297]
- 13 de dezembro - Instalação Nacional de Ignição desenvolve nova forma de produção de energia limpa por meio da ignição por fusão, em Livermore, Califórnia,  Estados Unidos.[298]
- 16 de dezembro - Em Berlim, Alemanha, aquário gigante AquaDom rebenta, ferindo duas pessoas e matando cerca de 1500 peixes exóticos.[299]
- 17 de dezembro - Leo Varadkar assume cargo de primeiro-ministro da Irlanda.[300]
- 18 de dezembro - Argentina torna-se tricampeã mundial ao derrotar França na final da Copa do Mundo FIFA.[301] Comemorações do título em Buenos Aires levam a acidentes, que resultam em 340 pessoas feridas e uma morte.[302]
- 23 de dezembro - Ocorre um tiroteio em Paris, França, em um centro comunitário curdo. O atirador matou três pessoas e feriu outras quatro. A motivação do crime foi racismo.[303][304]
- 24 de dezembro - Sitiveni Rabuka é eleito primeiro-ministro das ilhas Fiji.[305]
- 21 a 25 de dezembro - Tempestade de inverno Elliot causa recordes de baixas temperaturas e deixa pelo menos 59 mortos na América do Norte.[306]
- 27 de dezembro - Morre, aos 79 anos, o futebolista Jair Bala.[307]
- 29 de dezembro - Pelé, futebolista brasileiro e único jogador tricampeão da Copa do Mundo FIFA, morre aos 82 anos.[308]
- 30 de dezembro - O então presidente do Brasil, Jair Bolsonaro, vai para os Estados Unidos para não passar a faixa presidencial a seu sucessor, Luís Inácio Lula da Silva, vencedor das eleições daquele ano.
- 31 de dezembro - Morre, aos 95 anos, o Papa Emérito Bento XVI, que exerceu o pontificado de 2005 a 2013.[309]

## Prêmio Nobel
- Fisiologia ou Medicina - Svante Pääbo[196]
- Física - Alain Aspect, John Clauser e Anton Zeilinger[197]
- Química - Carolyn Bertozzi, Morten Meldal e Barry Sharpless[198]
- Literatura - Annie Ernaux[199]
- Paz - Ales Bialiatski, Memorial e Centro de Liberdades Civis[200]
- Ciências Económicas em Memória de Alfred Nobel - Ben Bernanke, Douglas Diamond e Philip Dybvig[201]

## Epacta e idade da Lua
| Epacta gregoriana | 27 (XXVII) |
| Idade da Lua      | Letra H    |

## Por tema
- 2022 no Brasil
- 2022 no cinema
- Desastres em 2022
- 2022 no desporto
- Mortes em 2022
- 2022 na música
- 2022 em Portugal
- 2022 na televisão